# 웨스트팜비치 크리스천 컨벤션 센터
웨스트팜비치 크리스천 컨벤션 센터(영어: West Palm Beach Christian Convention Center)은 미국 플로리다주 웨스트팜비치에 위치한 실내 경기장이다.